# Weezevent
Weezevent est un logiciel en ligne fournissant un service de billetterie informatisée pour gérer les inscriptions, les billets papiers ou dématérialisés ainsi que le paiement à distance pour les organisateurs d'événements (spectacles, concerts, compétitions sportives ou séminaires).
Si le service est accessible gratuitement en ligne, la société prélève une commission sur la vente de tickets payants et facture des services personnalisés pour la gestion du contrôle d'accès, du personnel, des accréditations ou des paiement cashless des événements.

## Histoire
Weezevent SAS est créé en avril 2008 par Pierre-Henri Deballon (ESCP Europe), Sébastien Tonglet (Dauphine) et Yann Pagès (Paris-II). 
La plateforme weezevent.com est créée fin 2008 et sa commercialisation débute début 2009.
Au printemps 2012, Weezevent fait l'acquisition de Wooticket.
En 2014, Weezevent équipe un service regroupant billetterie et cashless notamment au festival des Vieilles Charrues.
En 2015, Vente-privee.com entre au capital de l'entreprise à hauteur de 60 %. Parallèlement, une première filiale s'installe à Montréal puis, en 2017, des bureaux seront ouverts à Londres et Madrid.
En 2021, les cofondateurs Pierre-Henri Deballon et Sébastien Tonglet rachètent les parts de Vente-privee.com (devenue Veepee en 2019) et possèdent désormais 100 % de la startup. Cette même année, Weezevent fusionne avec Playpass (acteur majeur belge en solutions de paiement dématérialisé), intégrant ainsi Yuflow (un acteur français sur le marché du cashless), racheté par PlayPass en janvier 2019.
En 2023, Recrewteer (solution de gestion de bénévoles et staff) rejoint Weezevent.
En 2025, Weezevent fusionne avec Kaboodle (acteur de billetterie au Royaume-Uni) et Weeztix (anciennement Eventix, acteur de billetterie au Pays-Bas). 
Weezevent est implanté en France, en Suisse, en Belgique, au Royaume-Uni, en Espagne, en Allemagne, au Canada et aux Pays-Bas.